# 설해 (영화)
"설해(雪海)"는 2015년 1월 8일에 개봉한 김정권 감독의 한국영화이다.

설해는 눈을 사랑하는 여자와 바다를 사랑하는 남자의 치명적인 사랑 이야기로 김정권 감독의 다섯 번째 멜로 영화다.

## 캐스팅
- 박해진 : 상우 역
- 이영아 : 선미 역
- 송재희 : 남코치 역
- 편보승 : 우호 역
- 오은호 : 정연 역
- 이기열 : 상우 부 역
- 이금주 : 상우 모 역
- 이용녀 : 김밥할메 역
- 이호협 : 선미 남자친구 역
- 김민혁 : 선미 부 역
- 김정균 : 김광섭 실장 역 (우정출연)
- 전무송 : 조 박사 역 (특별출연)